# Acontia brabanti
Acontia brabanti là một loài bướm đêm trong họ Noctuidae.